# Friedrich Wahle

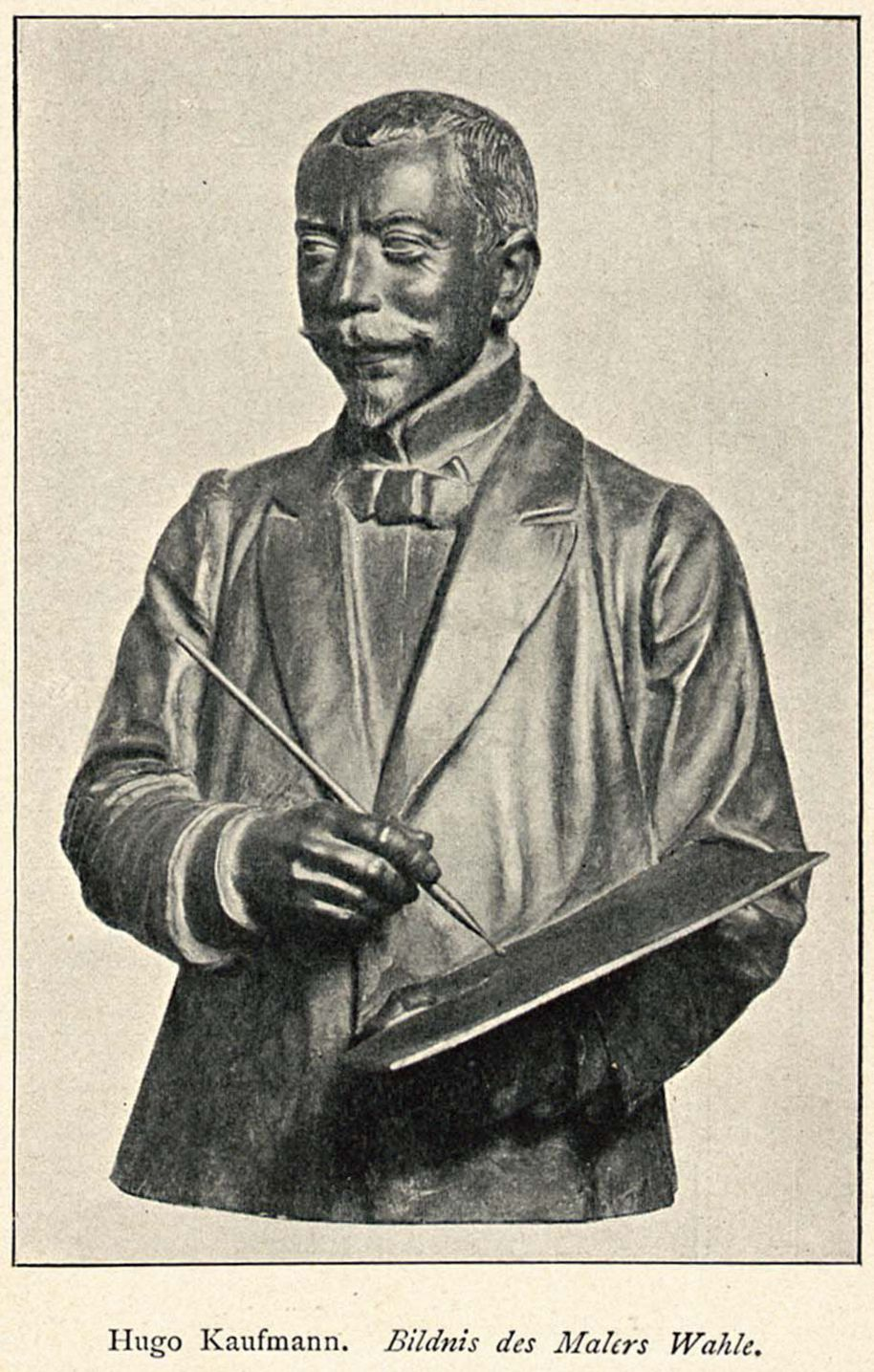
Hugo Kaufmann:
Bildnis des Malers F. Wahle
Secession München 1899

Friedrich Wahle (* 3. Juli 1860 in Prag; † 31. August 1927 in München) war ein in München tätiger Maler und Zeichner.

## Leben
Wahle entstammte einer Prager Kaufmannsfamilie. Er studierte Malerei ab dem 7. Oktober 1878 in der Antikenklasse der Königlichen Akademie der Bildenden Künste in München bei Gabriel von Hackl, Ludwig von Löfftz und Wilhelm von Diez. Bei der Immatrikulierung gab er die tschechische Form des Vornamens Bedřich, die israelitische Konfession und das Alter von 18 Jahren an. Zuverlässige Daten aus dem Matrikelbuch beweisen, dass das vom Kunsthandel oft angegebene Geburtsjahr 1863 falsch ist.
Nach dem Studium ließ sich Wahle in München nieder und wurde Mitarbeiter der Fliegenden Blätter.
Er lieferte auch Illustrationen für das Kronprinzenwerk: Die österreichisch-ungarische Monarchie in Wort und Bild.
Wahle stellte seine Werke bei der Berliner Secession in den Jahren 1899 bis 1901 aus.
Friedrich Wahle war mit Lovis Corinth befreundet, der ihn auf einer Karikatur aus dem Jahre 1896 mit Benno Becker und Hermann Eichfeld zeigte.

## Galerie

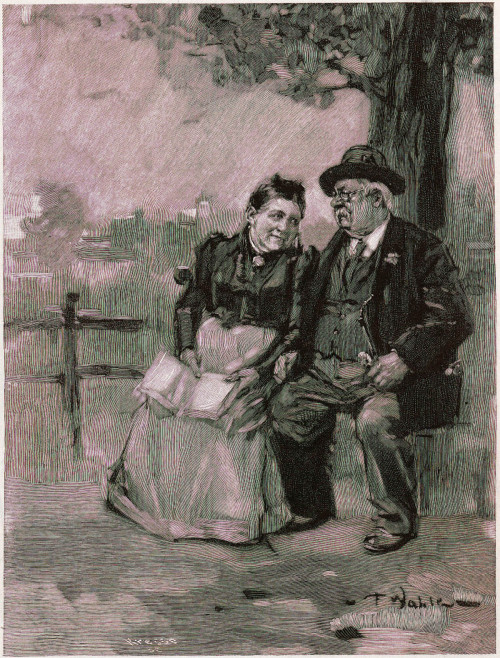
Das Ehepaar „Lustige Blätter“ 1907
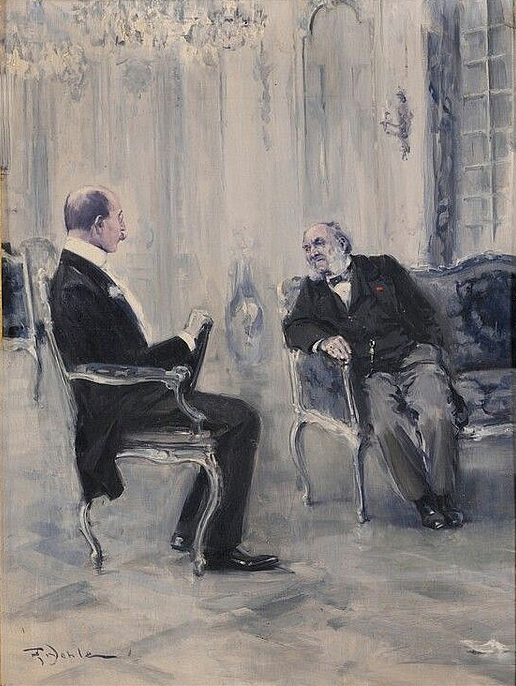
Das Gespräch
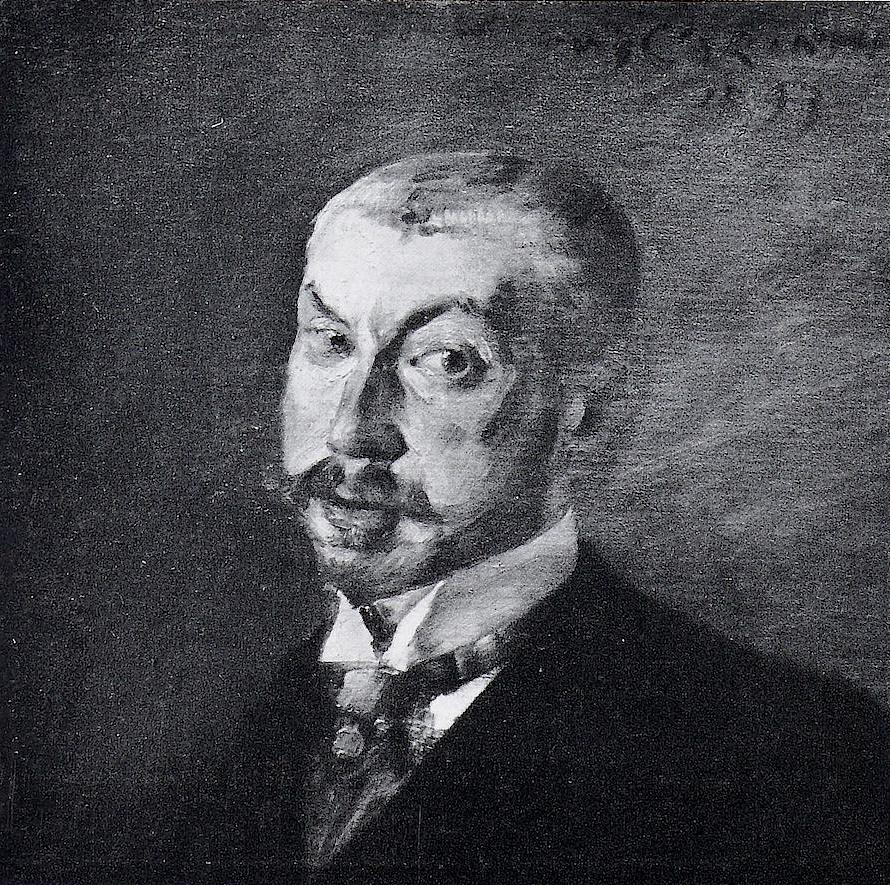
Lovis Corinth: Porträt des Malers Friedrich Wahle, 1893
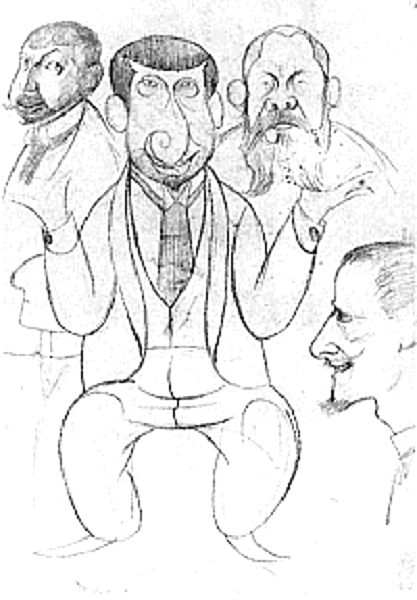
Die Karikatur von Lovis Corinth: Friedrich Wahle, Benno Becker, Lovis Corinth, Hermann Eichfeld (von links nach rechts)